# Ategorrieta-Ulia

Localització de Ategorrieta-Ulia

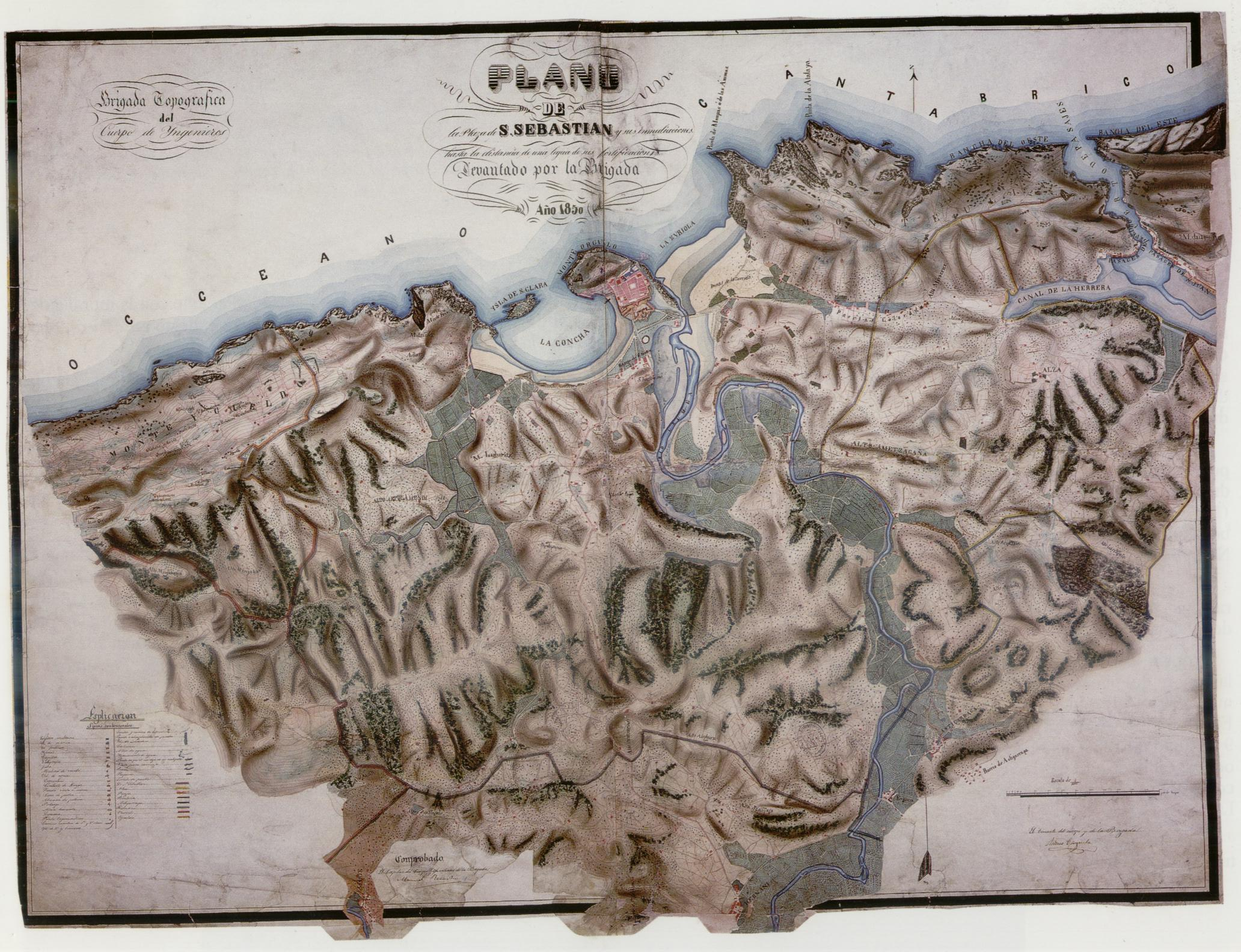
Mapa de Sant Sebastià de 1850, on es pot veure el barri de Puertas Coloradas

Ategorrieta-Ulia és un dels 17 barris de Sant Sebastià (Guipúscoa). Té una població de 4.506 habitants. Limita al nord i nord-oest amb el mar, a l'oest amb el barri de Gros, al sud-oest amb un petit tram amb Egia, al sud amb Intxaurrondo i a l'est amb Miracruz-Bidebieta.

## Descripció geogràfica
Se situa en el corredor aquest de la ciutat, inclou la totalitat de la part nord de la vall d'Ategorrieta i bona part del muntanya Ulia amb les edificacions residencials del seu vessant sud.
Els límits del barri els marquen els següents carrers; amb Gros per part del carrer Zemoriya, avinguda de Navarra i una illa de l'avinguda d'Ategorrieta; amb Egia i Intxaurrondo els límits els marquen les vies de la RENFE fins al baixador d'Ategorrieta. En aquest punt una línia es traça cap al nord deixant a l'est els carrers Intxaurrondo i Txaparrene que pertanyen a Intxaurrondo fins que es creua amb l'Avinguda de l'Alcalde Elosegui. Aquesta avinguda, continuació de l'Avinguda d'Ategorrieta marca el límit al sud amb Intxaurrondo fins a l'alt de Miracruz. Per l'est el límit amb Miracruz-Bidebieta ho marca el camí de Mendiola.
El principal eix del barri passa per la seva banda sud i està format per una avinguda d'1,5km de longitud format per una secció de l'avinguda d'Ategorrieta i una altra secció de l'avinguda Alcalde Elosegui. Aquest eix marca el límit meridional del barri en bona part del seu recorregut.
Dins del barri es distingeixen diverses zones o barriades; Ategorrieta en la part sud, al voltant de l'avinguda del mateix nom; Manteo en les faldilles més occidentals d'Ulia que cau cap al barri de Gros i Ulia Barren a les faldilles que cauen cap a Ategorrieta.

## Topònim
El topònim Ategorrieta es tradueix del basc lloc de portes vermelles, d'ate (porta)+ gorri (vermell) i el sufix locatiu -eta. El topònim apareix esmentat per cronistes del segle xix i en mapes de l'època sota la denominació de Puertas Coloradas. El fet que amb el pas dels anys la versió basca del topònim hagi prevalgut totalment sobre la castellana, fins al punt de fer-la desaparèixer, fa pensar que les referències del segle xix a les puertas coloradas no eren sinó la traducció al castellà del nom usat popularment.
Segons una etimologia popular aquest nom li ve al barri pel fet que el vermell era el color de les portes de les cases que se situaven en aquesta zona durant el segle xix. Una altra versió més erudita diu que el nom prové del portó de color vermell sang denominat popularment ate gorria (porta vermella) que tancava el pont vell de Santa Catalina, quan aquest era de fusta, també allà pel segle xix. En aquest portó es cobrava la taxa d'entrada a la ciutat a persones i carros. Vist des de la ciutat de Sant Sebastià, situada en el marge esquerre de l'Urumea, la part del marge dret, més enllà del portó i al llarg del camí que anava cap a Pasaia i Altza, seria denominada sota la denominació genèrica d'Ategorrieta (lloc de la porta vermella).
El topònim Ulia es refereix a una de les tres muntanyes que dominen la ciutat de Sant Sebastià. És un topònim de significat etimològic desconegut, sent probablement d'origen gascó. Antigament es deia muntanya Mirall, topònim gascó que indicava la seva utilització com mirador o talaia balenera.